# Letocetum
Letocetum fu un importante insediamento e mansio (stazione di posta) della Britannia romana, posto all'incrocio tra la Watling Street, la strada romana che portava al Galles settentrionale, e la Icknield (o Ryknild) Street (l'attuale strada statale A38).
Letocetum era ubicato in corrispondenza all'odierna cittadina di Wall, nella contea inglese dello Staffordshire.
Il sito è di proprietà ed è gestito dal National Trust for Places of Historic Interest or Natural Beauty, con il nome di Letocetum Roman Baths Site & Museum.
Esso è sotto la tutela dell'English Heritage come Wall Roman Site (sito romano di Wall).

## Etimologia
Il sito è citato come "Eocetum" nell'Itinerario antonino e "Lectocetum" nella Cosmografia ravennate ed era una forma latinizzata del nome di luogo in brittonico comune che significava "bosco grigio", in cui "grigio" si riferiva forse a varietà tipiche del paesaggio dell'area, quali il frassino e l'olmo (si confrontino l'antico gallese Luitcoyt e il medio gallese Caer Lwytgoed).

## Storia

### Insediamento originario
Sembra probabile che un piccolo insediamento originario occupasse il sito prima dell'arrivo dei Romani, forse come stazione di posta principale sul confine tra le due tribù britanniche dei Corieltauvi, nelle East Midlands, dei quali il successivo capoluogo tribale fu Ratae Corieltauvorum (l'odierna Leicester), e dei Cornovi, a ovest, con il loro capoluogo originario Uriconon, che in seguito diede il nome all'importante città romana di Viroconium, presso il villaggio fortificato sul colle The Wrekin. Queste tribù opposero poca resistenza al dominio romano.

### Stazione di sosta militare
Verso il 50 d.C., una vexillatio romana edificò una grande fortezza in legno sulla sommità della collina (nei pressi del sito dell'attuale chiesa) a Letocetum.
Questa fortezza ospitò la Legio XIV Gemina durante le campagne del governatore Aulo Didio Gallo contro i Briganti.
Essa si trovava in una buona posizione difensiva, ma la povera campagna che circondava la fortezza non poteva sostenere il grande numero di soldati.
In età neroniana, questa fortezza fu sostituita con una più piccola e Letocetum iniziò quindi a svilupparsi come importante stazione di posta.
La maggior parte delle truppe fu trasferita alla fortezza di Viroconium al principio dell'amministrazione di Gaio Svetonio Paolino, attorno al 58 d.C..

### Stazione di posta

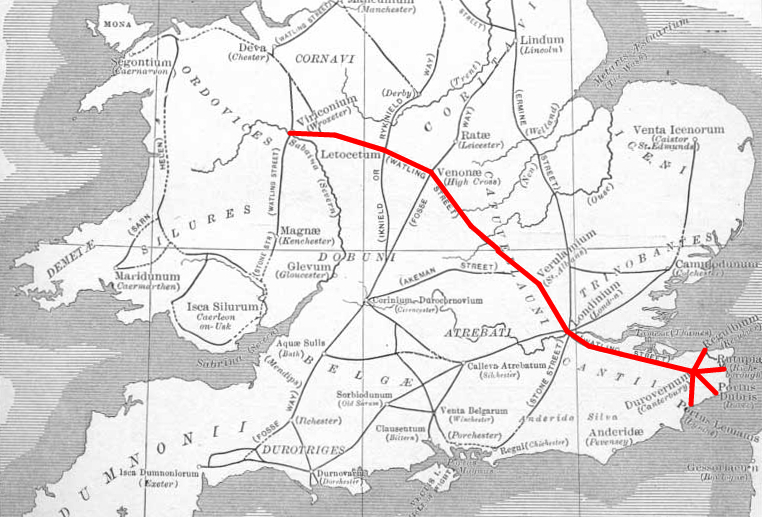
Letocetum sorgeva in posizione centrale rispetto alla rete stradale romana.

Per fornire alloggio ai corrieri ufficiali che si spostavano lungo la Watling Street, a Letocetum fu edificata una mansio.
Fu anche edificato un impianto termale per i viaggiatori e la popolazione civile in crescita.
Quando la prima mansio e l'impianto termale furono completati, gli operai dovettero provvedere a procurare legna per le terme, curare gli animali e riparare i veicoli che dovevano essere utilizzati dai corrieri ufficiali.
La popolazione civile forniva molti di questi servizi.
L'insediamento iniziale crebbe durante l'età flavia fino ad occupare tra gli 8 e i 12 ettari.
Nel 1927, prima, e nel 1966 in maggior misura, lungo la Watling Street furono rinvenute sepolture romane contenenti ceramica del I e del II secolo.
Nel campo posto fra il sito della mansio e la Watling Street vi è una depressione del terreno di forma circolare, che potrebbe indicare il sito di un anfiteatro romano.
Un grande vaso di terracotta dall'aspetto di Minerva fu rinvenuto nei pressi della chiesa moderna, che potrebbe perciò essere stata edificata sul sito di un tempio dedicato a Minerva.
Un'area rettangolare di differente vegetazione sita nel campo a nordovest delle terme, visibile solamente con clima asciutto, potrebbe essere il sito di un altro tempio.
Quando la legione XIV si stabilì per la prima volta a Letocetum, probabilmente utilizzò i tracciati già esistenti.
Serviva una strada pavimentata con pietra per permettere spostamenti affidabili.
La Watling Street fu pavimentata con pietra dopo Letocetum attorno al 70 d.C..
Questa data approssimata è ricavata da due monete rinvenute nel centro di Letocetum sotto alla prima pavimentazione stradale.
Non vi è alcun riscontro di quando la Ryknild Street possa essere stata costruita, ma dall'assetto dell'incrocio si ritiene che la Watling Street sia stata costruita per prima.
La Watling Street da Letocetum si portava a Londra verso sudest e a Wroxeter e Chester verso ovest.
La Ryknild Street, larga 7,3 m nel punto in cui incrociava la Watling Street, collegava Letocetum con Cirencester a sudovest e con lo Yorkshire a nordest.

#### Mansionese terme nella fase iniziale
Le fondazioni dell'ultima mansio costruita nel sito e delle terme associate furono scavate dagli archeologi nel 1912–13.
Le stanze di entrambe furono svuotate e le fondazioni di pietra furono lasciate in vista.
In alcune stratificazioni inferiori, questo intervento fece rinvenire tracce delle due precedenti mansiones in legno.
Il fianco della collina fu terrazzato e la prima mansio, la cui costruzione è datata attorno al 54–60 d.C., occupava interamente una terrazza.
Era costruita con travi e traversi di legno, le pareti erano realizzate con paglia e fango, alcune erano intonacate e alcune erano affrescate con una semplice decorazione lineare.
Si è ipotizzato che il tetto fosse di paglia e fu arso quando l'edificio fu distrutto dal fuoco.
Le stanze erano disposte attorno a un cortile quadrato che misurava circa 19 m x 19 m.
A causa della sovrapposizione di edifici successivi, la conoscenza della planimetria della prima mansio è molto frammentaria.
La data di distruzione della prima mansio non è certa, ma probabilmente è da porsi verso il principio del II secolo, in quanto gli strati di distruzione contenevano ceramica sigillata di età flavia-traiana, parte di un mortaio datato al 70–100 d.C. e parte di una ciotola di vetro che è stata datata al II secolo.
Anche la conoscenza della planimetria della seconda mansio è molto frammentaria.
Era un edificio con cortile costruito con pali posti verticalmente in trincee di fondazione.
Le pareti erano di gesso e fango e alcune stanze erano dipinte con colori vivaci.
Nel cortile vi era un grande pozzo misurante 2,29 m x 2,44 m e profondo 6,1 m, tagliato nella sottostante arenaria.
La seconda mansio fu deliberatamente smantellata attorno al 140–150 d.C. quando fu costruita la terza mansio.
Il pozzo fu riempito in questa occasione; nel materiale di riempimento si è ritrovato un frammento di terra sigillata datato al 125–145 d.C.; all'incirca nello stesso periodo, fu abbandonato il secondo forte posto sulla sommità della collina e la città cessò di essere un sito militare.
Una delle ultime caratteristiche militari dei Letocetum era il "fossato punico" associato con quest'ultimo piccolo forte.
Il fossato fu colmato prima che si potesse formare del limo secondario e il materiale di riempimento conteneva una moneta di età traiana databile al 98–117 d.C. e ceramica indicativa del periodo del principato di Adriano o al principio del principato di Antonino Pio.
Le prime terme furono scoperte nel corso di scavi effettuati nel 1956.
In una trincea di fondazione del primo edificio fu rinvenuta una moneta usurata di Vespasiano databile al 71 d.C.; sulla base delle condizioni di questa moneta, si è ritenuto che questo edificio fu costruito attorno al 100 d.C., probabilmente durante il periodo militare, in quanto le opere murarie ancora esistenti sono di alta qualità, con pietre ben squadrate e un muro spesso circa 1,2 m.
Si è ritenuto che la seconda mansio, l'ultimo forte e le prime terme siano tutte state abbattute approssimativamente alla fine del periodo militare del sito.

#### Sviluppo civile; la terzamansioe le seconde terme

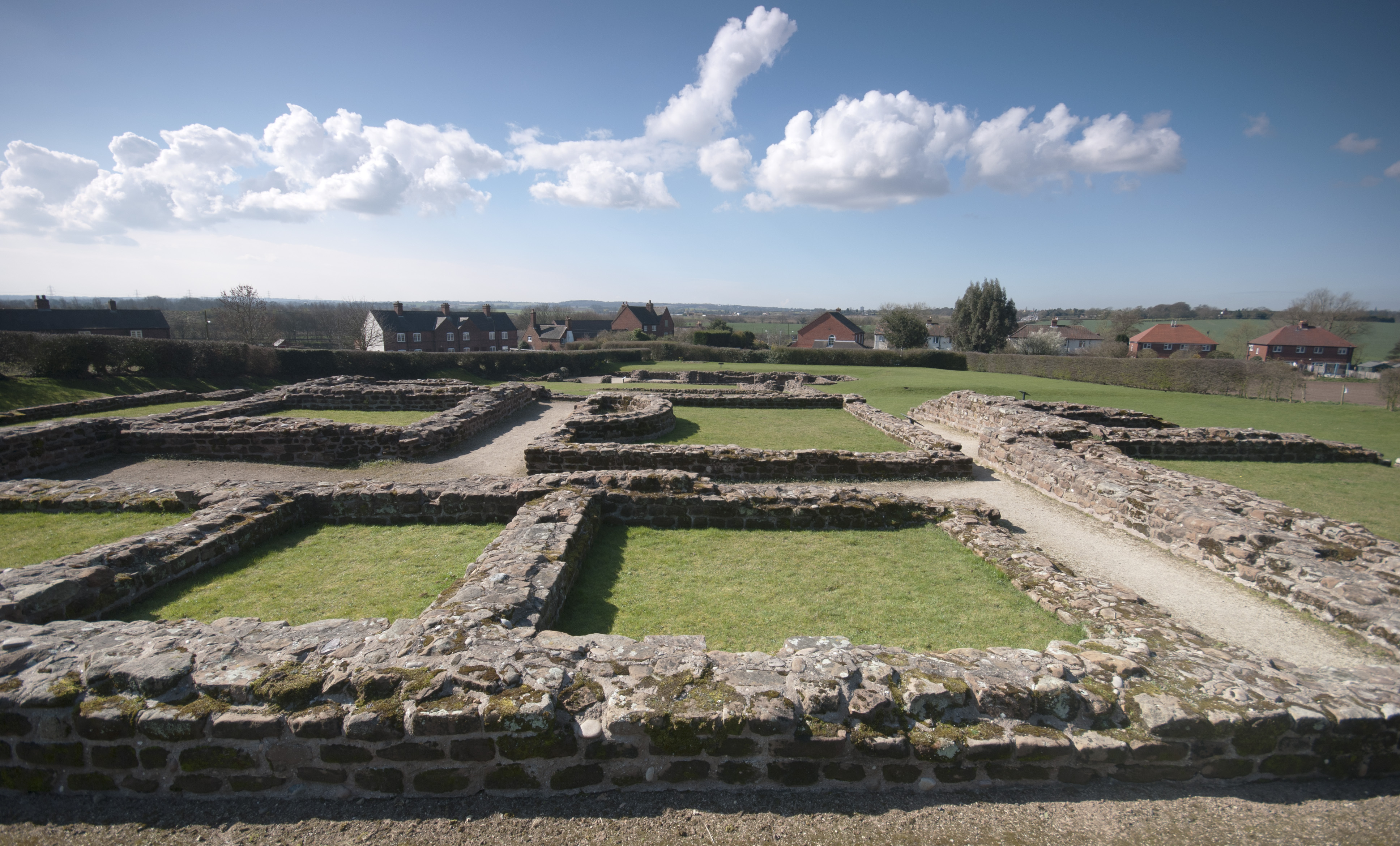
Ruderi della terza mansio

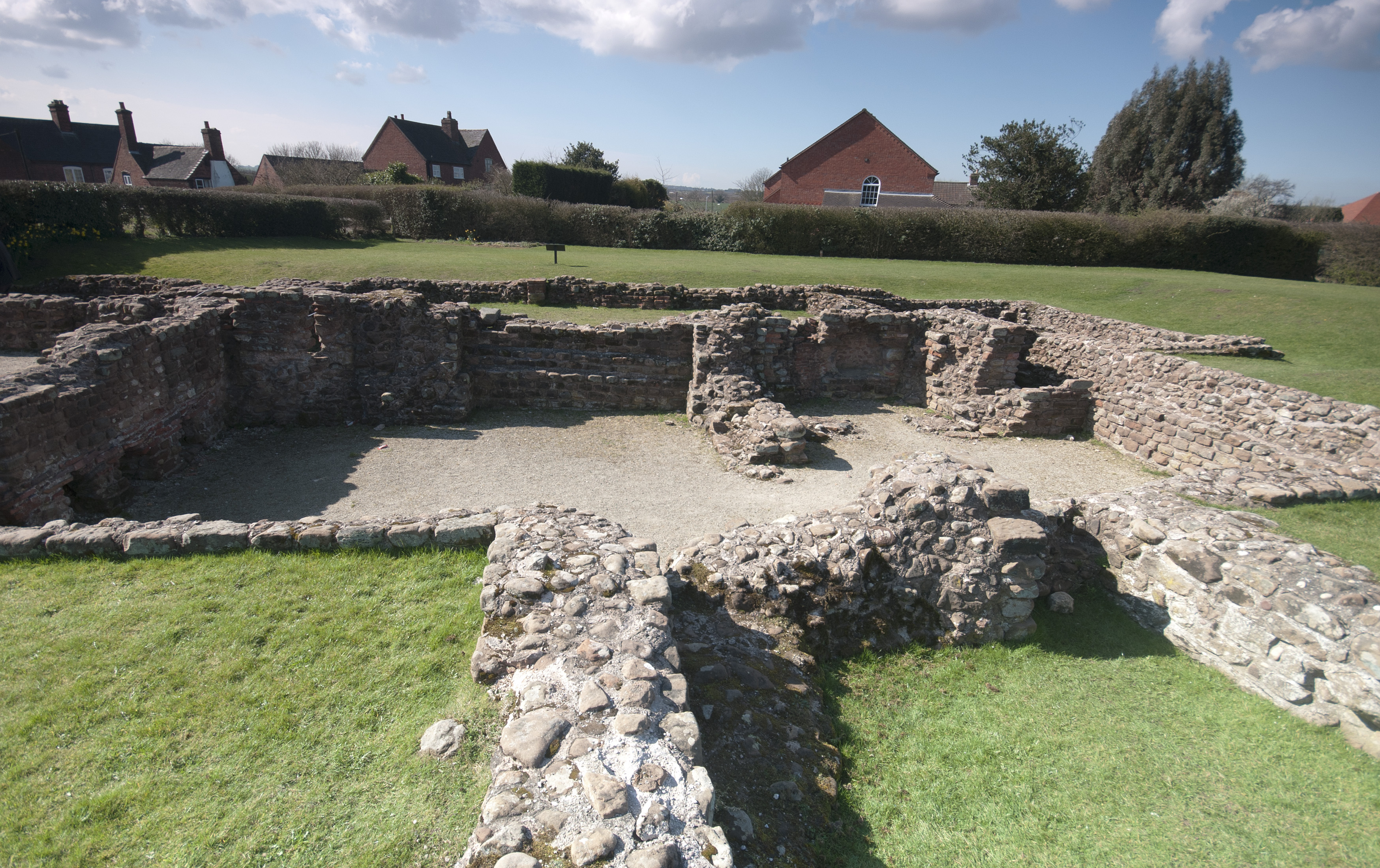
Ruderi delle terze terme

Letocetum cessò di essere utilizzata dall'esercito all'incirca dopo il 130 d.C., probabilmente lasciando la città sotto il controllo della civitas dei Cornovi, la cui capitale era Viroconium Cornoviorum.
Circa in questo periodo furono edificate una nuova mansio e nuove terme.
La terza e più leggibile mansio fu edificata su una base in pietra attorno al 130 d.C.; si elevava su almeno due piani e sul lato frontale possedeva un porticato, che sostenenva un tetto di tegole, probabilmente sostenuto da colonne lignee.
Al centro del porticato, un'ampia porta costituiva l'ingresso principale all'interno dell'edificio.
Oltrepassata la sala d'ingresso, si trovava un atrium con portico colonnato o un cortile con un pavimento intonacato, in cui l'area centrale era probabilmente a cielo aperto e forse conteneva un giardino erboso.
Pali di legno, che si appoggiavano su queste fondamenta attorno ai margini del colonnato, sostenevano una balconata soprastante.
La sala d'ingresso era affiancata su entrambi i lati da stanze di simili dimensioni, probabilmente accessibili dal cortile centrale.
Quella a ovest conteneva impianti per il lavaggio e una grondaia che si collettava a uno scarico nella parte centrale dell'edificio, la stanza a est potrebbe essere stata a uso del corpo di guardia.
Sul lato occidentale del cortile vi erano tre piccole stanze, che si aprivano sul porticato centrale a piano terra.
La funzione di queste stanze non è nota, ma erano probabilmente utilizzate come alloggi privati degli utilizzatori della mansio. La stanza più ampia della mansio sorgeva nell'angolo a nordest; essa era riscaldata tramite un sistema canalizzato a ipocausto aggiunto successivamente al completamento dell'edificio.
A ovest della mansio si trovavano le terme pubbliche, separate da essa da una strada acciottolata di larghezza compresa fra 2,4 e 3 m.
Dalla strada, un'area pavimentata conduceva a un porticato che fronteggiava l'edificio sul lato orientale e proseguiva attorno al lato settentrionale.
Ampie porte al centro del colonnato orientale davano in un ampio cortile coperto.
Questo cortile poteva essere stato una basilica; è immaginabile che un insediamento di tali dimensioni ne dovesse avere una e quest'area sembra la sola idonea dell'intero sito.
All'estremità settentrionale del complesso termale sorgeva il praefurnium, la stanza che conteneva le fornaci a legna del sistema a ipocausto.
Questo sistema di riscaldamento a pavimento era presente nel tepidarium, nel calidarium e nel laconicum, dove i pavimenti erano sostenuti su pilastri di laterizi chiamati pilae.
I fumi caldi provenienti dalle fornaci circolavano sotto il pavimento tra questi pilastri e scorrevano quindi nelle pareti dell'edificio attraverso canali in laterizio inclusi nelle pareti stesse, per essere infine scaricati attraverso camini nel tetto con volta a botte.

### Tarde opere romane di difesa; abbandono dellamansioe delle terme

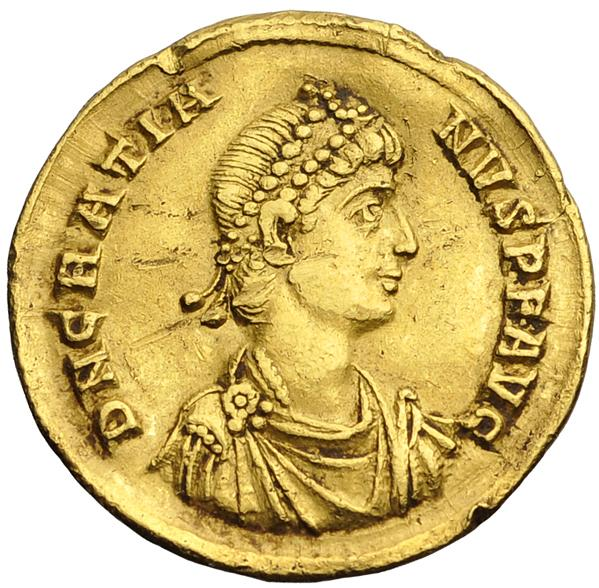
Una moneta aurea dell'imperatore Graziano. L'ultima moneta ritrovata a Letocetum era di questo periodo

Letocetum perse i suoi edifici pubblici verso la fine del III secolo: le terme e la mansio furono distrutte da un incendio.
All'incirca in questo periodo, furono costruite delle difese molto solide che però escludevano i siti delle terme e della mansio.
Non si è in grado di identificare il motivo per cui le terme e la mansio furono abbandonate, sebbene si ritenga che fosse di tipo economico.
Contemporaneamento, anche altri siti di mansiones furono abbandonati nella Britannia.
Questo fatto non implica che il servizio postale a Letocetum fosse terminato, ma potrebbe trattarsi di una riorganizzazione finalizzata alla riduzione dei costi.
Le ultime difese furono edificate attorno al 300 d.C. a cavallo della Watling Street, approssimativamente 150 m a est del sito della mansio.
Esse consistevano di un muro in pietra spesso circa 2,7 m, che era preceduto esternamente da tre fossati e all'interno era affiancato da un terrapieno erboso. L'area all'interno delle mura misurava 2,1 ettari.
I lati settentrionale e occidentale furono identificati e analizzati in sezione nel 1964 e furono messe in luce le fondamenta di un muro nell'angolo sudovest.
Sul lato occidentale, fu rinvenuta una sezione del muro che si elevava ancora per 1,5 m sopra basse fondazioni, ma sotto il terreno arato.
Si ritiene che il muro fosse stato edificato nel periodo 275–325 d.C..
Si considera che la costruzione di queste difese sia da porre in relazione a un generale moto di ribellione dell'tribù gallesi, gli Ordovices e i Silures, che avvenivano in quel periodo.
Le rivolte furono presto sedate, ma, per proteggersi da ulteriori aggressioni, fu costituita una serie di capisaldi lungo il percorso della Watling Street, tra i quali vi erano Letocetum, Pennocrucium e Uxacona.
Tutte le rimanenze archeologiche del IV secolo provengono dall'interno della cinta difensiva, mentre all'esterno non si è rinvenuto alcunché, suggerendo che nel IV secolo l'intera popolazione si era trasferita all'interno delle opere difensive.
L'ultima moneta che fu rinvenuta a Letocetum fu coniata sotto l'imperatore Graziano e datata al 381 d.C..
L'amministrazione romana collassò al principio del V secolo e, nel sito, non è stato rinvenuto alcun reperto databile dopo questo periodo.

### Abbandono successivo al periodo romano e rioccupazione posteriore
Per un certo periodo l'insediamento deve essere stato importante.
Esso era elencato nella Historia Brittonum del IX secolo e Reno scrive "Wall, appearing as Cair Luitcoyt, and undoubtedly correctly ascribed, appears rather incongruously among such major towns and military depots as York, London, Chester, Wroxeter and Caerleon but nevertheless must have been a place of important consequence because of its inclusion as a strategic city.".
Le ultime opere di difesa portarono a descriverlo come un caer e vi fu stabilito un avamposto britannico, forse Powysiano.
Non si hanno informazioni sul periodo immediatamente successivo alla partenza dei Romani non essendo disponibili evidenze storiche o archeologiche.
Letocetum perse tutta la sua importanza con lo sviluppo della contigua Lichfield nel VII secolo, quando quest'ultima divenne sede vescovile.
Quando il sito riemerse nella storia possedeva già un altro nome: Wall. Questo nome si riferiva ai ruderi delle ultime opere di difesa romane, parte delle quali si ergevano ancora al principio del XIX secolo.

## Descrizione
L'insediamento è noto principalmente grazie agli scavi dettagliati effettuati nel 1912–13, che si concentrarono sui siti della mansio e dell'impianto termale. Vi sono comunque indizi della presenza di un insediamento consistente, probabilmente dotato di basilica, templi e anfiteatro.
I resti oggi visibili sono quelli di un impianto termale in pietra e della mansio, edificati all'incirca nel 130 d.C., dopo che Letocetum cessò di svolgere un ruolo militare e divenne un insediamento civile.
L'insediamento raggiunse il suo massimo tra il II e il III secolo, arrivando ad estendersi su una superficie di 8,1-12 ettari.
Alla fine del III secolo, la città si trasferì all'interno di alte mura difensive poste a cavallo della Watling Street.
Dopo che i Romani lasciarono la Britanni al principio del V secolo, l'insediamento andò in declino.
L'attuale villaggio di Wall sorse sul territorio prima occupato da Letocetum.